# Intimismo
Intimismo é o termo aplicado a um estilo de pintura do final do período impressionista, caracterizado por motivos da vida íntima e doméstica. Este estilo tem por principais artistas Pierre Bonnard e Édouard Vuillard.
Neste período, os dois artistas estavam-se afastando das obras mais experimentais da juventude em direção a um trabalho naturalista, e um tanto impressionista, com suas próprias casas, famílias e amigos aparecendo entre os temas principais.